# Кук, Робин
Роберт Финлейсон (Робин) Кук (англ. Robert Finlayson 'Robin' Cook; 28 февраля 1946, Белсхилл, Ланаркшир — 6 августа 2005[…], Инвернесс) — британский политик, член Лейбористской партии, министр иностранных дел Великобритании с 1997 по 2001 год.

## Биография
Готовился стать священником, но разочаровался в религии и занялся политикой. В 1965 году стал лейбористом и в 1970 году впервые баллотировался в Палату общин. Учился в Эдинбургском университете, прежде чем стать членом парламента в 1974 году.
Примыкал к леволейбористской парламентской группе «Трибуна» и часто критиковал политику правительств собственной партии. Он также поддерживал реформы в направлении расширения личных свобод, одностороннее ядерное разоружение и европейскую интеграцию. В 1987 году попал в теневой кабинет оппозиции. В парламенте отличался своими способностями вести дискуссию, чем обязан своей политической карьере, которая завершилась включением в состав кабинета министров.
Когда Кук возглавлял МИД, Великобритания участвовала в интервенциях в Косово и Сьерра-Леоне, но также нормализовала отношения с Ираном после угроз Салману Рушди. Хотя был сторонником республики, легко находил общий язык с королевой на почве обоюдного увлечения лошадями.
Президент Партии европейских социалистов с мая 2001 по апрель 2004 годов. После выборов 2001 года переведён на пост лидера Палаты общин. Отчаянно пытаясь предотвратить войну в Ираке, оставил свой пост 17 марта 2003 года в знак протеста против вторжения. Незадолго до смерти в своей колонке в «Гардиан» называл «Аль-Каиду» «детищем западных спецслужб».
В начале августа 2005-го Кук и его жена Гейнор Риган проводили двухнедельный отпуск в горах Шотландии. Примерно в 2:20 ночи, 6 августа 2005-го, во время прогулки вниз по горе Бен Стек в Сатерленде, Кук неожиданно перенес острый сердечный приступ, упал и потерял сознание. Вертолёт с медиками прибыл через 40 мин. после вызова. Робин был доставлен в больницу Реймора, Инвернесс, в то время как Гейнор пришлось спускаться с горы самой. Несмотря на все усилия медицинской бригады, чтобы вернуть Кука в стабильное состояния в вертолёте, он так и не пришел в себя. В 4:05 Кук был объявлен мёртвым. Через два дня после его смерти выяснилось, что он умер от гипертонической болезни сердца.
Роберт отвергал существование Бога, но похоронная служба 12 августа 2005-го всё же прошла в церкви, на которой присутствовал министр иностранных дел Германии Йошка Фишер, а Гордон Браун выступил с панегириком. В своей речи на похоронах друг Кука, гоночный эксперт Джон МакКририк, раскритиковал премьер-министра Великобритании Тони Блэра за то, что тот не пришёл на похороны Кука, находясь в отпуске.
В январе 2007-го было построено надгробие на эдинбургском кладбище, где покоился Кук, с эпитафией: «Возможно, мне не удалось остановить войну, но я действительно закрепил право парламента принимать решения, связанные с войной». Эта была прямая ссылка на сильную оппозицию Кука в 2003-м году в вопросе вторжения в Ирак. По сообщениям, слова для эпитафии подбирала его вдова и два сына от предыдущего брака, Крис и Питер.